# 마쓰바라정
마쓰바라정(일본어: 松原町)은 일본 오사카부 나카카와치군에 설치되었던 정이다. 현재의 마쓰바라시에 해당한다.

## 역사
- 1889년 4월 1일 - 정촌제 시행에 의해 단보쿠군 8개 촌의 구역을 가지고 마쓰바라촌이 성립하였다.
- 1896년 4월 1일 - 군 통합에 의해 나카카와치군이 성립하였다.
- 1942년 7월 1일 - 정으로 승격해 마쓰바라정이 되었다.
- 1955년 2월 1일 - 아마미정, 누노세촌, 에가촌, 미야케촌과 합병해, 마쓰바라시가 성립하여, 동일 마쓰바라정은 폐지되었다

## 교통

### 철도
- 긴키 닛폰 철도
  - 긴테쓰 미나미오사카선

### 도로
현재는 구정역을 한와 자동차도가 통과하지만, 당시는 미개통.

## 참고문헌
- 「角川日本地名大辞典」編纂委員会『角川日本地名大辞典 27 大阪府』角川書店、1983年